# 1974-es női sakkolimpia
A 6. női sakkolimpiát 1974. szeptember 15. és október 7. között Kolumbiában, Medellínben, a South American Assurance Society Hallban rendezték meg. Ez volt az utolsó olyan női sakkolimpia, amelyet a nyílt versenytől külön, más helyszínen és időpontban rendeztek. A nyílt és a női versenyek együttes megrendezésére rendszeresen 1976-tól kezdődően került sor. A versenyt a címvédő szovjet válogatott rájátszás után nyerte meg.

## A verseny
A 6. női sakkolimpián 26 ország 77 versenyzője vett részt, köztük egy 1 nemzetközi mester és 22 női nemzetközi mester. A csapatok két főt és egy tartalékot nevezhettek, köztük az erősorrendet meg kellett adni, így lehetőség nyílt a táblánkénti legjobb egyéni eredmények megállapítására.

### A verseny lefolyása
A 26 csapatot 5 elődöntőbe sorolták. Minden csoportból az első két helyezett jutott az „A” döntőbe, a 3–4. helyezettek a „B” döntőbe, a többi csapat a „C” döntőbe. Az azonos csoportban egymással már játszó csapatok nem vitték magukkal az eredményt a döntőbe.
A versenyt mind az elődöntő csoportokban, mind a döntőkben körmérkőzéses formában rendezték. A csapat eredményét az egyes versenyzők által megszerzett pontok alapján számolták. Holtverseny esetén vették csak figyelembe a csapateredményeket, ahol a csapatgyőzelem 2 pontot, a döntetlen 1 pontot ért. Ennek egyenlősége esetén az egymás elleni eredményt, ha ez is egyenlő volt, akkor a Sonneborn–Berger-számítást vették alapul. Ez utóbbi alól az 1. helyen bekövetkezett holtverseny volt a kivétel. Ez a sakkolimpia volt az egyetlen alkalom a sakkolimpiák történetében – mind a nyílt, mind a női olimpiákat beleértve – hogy az első hely sorsát rájátszás döntötte el.
A játszmákban fejenként 2,5 óra állt rendelkezésre az első 40 lépés megtételéhez, majd 16 lépésenként további 1 óra.
A versenyen a favorit az olimpiai bajnoki cím védője, a szovjet válogatott volt ezúttal is, az első táblán a világbajnok Nona Gaprindasvilivel. Az átlag Élő-pontszám alapján is a Szovjetunió volt a legerősebb 2380 ponttal, őket Magyarország követte 2300 és Románia 2233 ponttal.
A magyar csapatot Ivánka Mária, Verőci Zsuzsa és Porubszky Mária alkotta. Közülük egy fordulóban két játékos ülhetett asztalhoz. A magyar csapat az első fordulótól kezdve az első-második hely valamelyikén állt, az utolsó forduló előtt vezette a mezőnyt, azonban ekkor kerültek szembe a szovjet válogatottal, akiktől vereséget szenvedtek. Így az első helyezettől fél ponttal lemaradva végül csak a 4. helyen végeztek.
A versenyen az 1–2. helyen a szovjet és a román válogatott végzett. Mivel a holtversenyt eldöntő számítások is egyenlőséget mutattak (kivéve a Sonneborn–Berger-számítást, amit viszont az első hely esetében a szabályok szerint nem vettek figyelembe), ezért rájátszás döntött. A kétfordulós rájátszásban a szovjet csapat 3–1 (2–0, 1–1) arányú győzelemmel hódította el a bajnoki címet (Gaprindasvili–Polihroniade 1½–½, Alekszandria–Baumstark 1–0, Levityina–Teodorescu ½–½).

## A verseny végeredménye

### Az elődöntők
„A” csoport
| H. | Döntő | Csapat      | 1 | 2 | 3 | 4 | 5  | Pont | CsP | S-B  | + | = | - |
| -- | ----- | ----------- | - | - | - | - | -- | ---- | --- | ---- | - | - | - |
| 1  | A     | Szovjetunió | × | 2 | 2 | 2 | 2  | 11   | 8   | 12   | 5 | 0 | 0 |
| 2  | A     | Kanada      | 0 | × | 2 | 1 | 2  | 5    | 5   | 5.75 | 2 | 1 | 1 |
| 3  | B     | Ausztria    | 0 | 0 | × | 2 | 1½ | 3½   | 4   | 3.5  | 2 | 0 | 2 |
| 4  | B     | Kolumbia    | 0 | 1 | 0 | × | 1½ | 2½   | 3   | 3.5  | 1 | 1 | 2 |
| 5  | C     | Puerto Rico | 0 | 0 | ½ | ½ | ×  | 1    | 0   | 0    | 0 | 0 | 4 |

#### „B” csoport
| H. | Döntő | Csapat                    | 1 | 2 | 3 | 4  | 5  | Pont | CsP | S-B   | + | = | - |
| -- | ----- | ------------------------- | - | - | - | -- | -- | ---- | --- | ----- | - | - | - |
| 1  | A     | Románia                   | × | 1 | 2 | 2  | 2  | 8    | 7   | 10.25 | 3 | 1 | 1 |
| 2  | A     | Hollandia                 | 1 | × | 1 | 1½ | 2  | 5½   | 6   | 9     | 2 | 2 | 0 |
| 3  | B     | Amerikai Egyesült Államok | 0 | 1 | × | 2  | 2  | 5    | 5   | 5.25  | 2 | 1 | 1 |
| 4  | B     | Japán                     | 0 | ½ | 0 | ×  | 1½ | 2    | 2   | 0.5   | 1 | 0 | 3 |
| 5  | C     | Panama                    | 0 | 0 | 0 | ½  | ×  | ½    | 0   | 0     | 0 | 0 | 4 |

#### „C” csoport
| H. | Döntő | Csapat       | 1 | 2  | 3 | 4  | 5 | Pont | CsP | S-B | + | = | - |
| -- | ----- | ------------ | - | -- | - | -- | - | ---- | --- | --- | - | - | - |
| 1  | A     | Magyarország | × | 1½ | 2 | 1½ | 2 | 7    | 8   | 13  | 4 | 0 | 0 |
| 2  | A     | Anglia       | ½ | ×  | 1 | 1½ | 2 | 5    | 5   | 5.5 | 2 | 1 | 1 |
| 3  | B     | Izrael       | 0 | 1  | × | 2  | 2 | 5    | 5   | 5.5 | 2 | 1 | 1 |
| 4  | B     | Brazília     | ½ | ½  | 0 | ×  | 2 | 3    | 2   | 0   | 1 | 0 | 3 |
| 5  | C     | Monaco       | 0 | 0  | 0 | 0  | × | 0    | 0   | 0   | 0 | 0 | 4 |

#### „D” csoport
| H. | Döntő | Csapat        | 1 | 2 | 3  | 4 | 5  | Pont | CsP | S-B   | + | = | - |
| -- | ----- | ------------- | - | - | -- | - | -- | ---- | --- | ----- | - | - | - |
| 1  | A     | Jugoszlávia   | × | 1 | 1½ | 2 | 2  | 6½   | 7   | 10.75 | 3 | 1 | 0 |
| 2  | A     | Bulgária      | 1 | × | 1½ | 1 | 2  | 5½   | 6   | 9.5   | 2 | 2 | 0 |
| 3  | B     | Spanyolország | ½ | ½ | ×  | 1 | 2  | 4    | 3   | 2.25  | 1 | 1 | 2 |
| 4  | B     | Finnország    | 0 | 1 | 1  | × | 1½ | 3½   | 4   | 5.25  | 1 | 2 | 1 |
| 5  | C     | Mexikó        | 0 | 0 | 0  | ½ | ×  | ½    | 0   | 0     | 0 | 0 | 4 |

#### „E” csoport
| H. | Döntő | Csapat        | 1 | 2  | 3  | 4 | 5  | Pont | CsP | S-B  | + | = | - |
| -- | ----- | ------------- | - | -- | -- | - | -- | ---- | --- | ---- | - | - | - |
| 1  | A     | Csehszlovákia | × | 1½ | 2  | 2 | 2  | 7½   | 8   | 12.5 | 4 | 0 | 0 |
| 2  | A     | NSZK          | ½ | ×  | 1½ | 2 | 2  | 6    | 6   | 6.5  | 3 | 0 | 1 |
| 3  | B     | Svédország    | 0 | ½  | ×  | 1 | 2  | 3½   | 3   | 1.75 | 1 | 1 | 2 |
| 4  | B     | Írország      | 0 | 0  | 1  | × | 1½ | 2½   | 3   | 2.25 | 1 | 1 | 2 |
| 5  | C     | Irak          | 0 | 0  | 0  | ½ | ×  | ½    | 0   | 0    | 0 | 0 | 4 |

### Az „A” döntő végeredménye
| H. | Csapat        | 1  | 2 | 3  | 4  | 5  | 6 | 7  | 8  | 9  | 10 | Pont | CsP | S-B   | + | = | - |
| -- | ------------- | -- | - | -- | -- | -- | - | -- | -- | -- | -- | ---- | --- | ----- | - | - | - |
| 1  | Szovjetunió   | ×  | 1 | 1½ | 1½ | ½  | 1 | 2  | 2  | 2  | 2  | 13½  | 14  | 55.75 | 6 | 2 | 1 |
| 2  | Románia       | 1  | × | 2  | 1  | 1  | 1 | 1½ | 2  | 2  | 2  | 13½  | 14  | 54    | 5 | 4 | 0 |
| 3  | Bulgária      | ½  | 0 | ×  | 1½ | 1½ | 2 | 2  | 1½ | 2  | 2  | 13   | 14  | 50    | 7 | 0 | 2 |
| 4  | Magyarország  | ½  | 1 | ½  | ×  | 2  | 2 | 1½ | 1½ | 2  | 2  | 13   | 13  | 43.75 | 6 | 1 | 2 |
| 5  | Hollandia     | 1½ | 1 | ½  | 0  | ×  | 0 | 1  | 2  | 1½ | 2  | 9½   | 10  | 35    | 4 | 2 | 3 |
| 6  | Csehszlovákia | 1  | 1 | 0  | 0  | 2  | × | 1  | 1  | 1½ | 1½ | 9    | 10  | 35.75 | 3 | 4 | 2 |
| 7  | Jugoszlávia   | 0  | ½ | 0  | ½  | 1  | 1 | ×  | 2  | 1½ | 1  | 7½   | 7   | 18.75 | 2 | 3 | 4 |
| 8  | Anglia        | 0  | 0 | ½  | ½  | 0  | 1 | 0  | ×  | 1  | 1  | 4    | 3   | 8     | 0 | 3 | 6 |
| 9  | NSZK          | 0  | 0 | 0  | 0  | ½  | ½ | ½  | 1  | ×  | 1½ | 4    | 3   | 5     | 1 | 1 | 7 |
| 10 | Kanada        | 0  | 0 | 0  | 0  | 0  | ½ | 1  | 1  | ½  | ×  | 3    | 2   | 5.75  | 0 | 2 | 7 |

### Az egyéni érmesek
A magyar versenyzők közül Ivánka Mária szerepelt a legeredményesebben, aki az 1. táblán – a világbajnok Nona Gaprindasvilivel azonos – 83,3%-os eredménnyel egyéni aranyérmet szerzett.
| H. | Versenyző neve     | Ország       | Döntő | Pont | Játszmaszám | Százalék |
| -- | ------------------ | ------------ | ----- | ---- | ----------- | -------- |
|    | Nona Gaprindasvili | Szovjetunió  | A     | 10   | 12          | 83,3     |
|    | Ivánka Mária       | Magyarország | A     | 10   | 12          | 83,3     |
|    | Tatjana Lemacsko   | Bulgária     | A     | 9    | 11          | 81,8     |
| H. | Versenyző neve    | Ország        | Döntő | Pont | Játszmaszám | Százalék |
| -- | ----------------- | ------------- | ----- | ---- | ----------- | -------- |
|    | Nana Alekszandria | Szovjetunió   | A     | 6½   | 8           | 81,3     |
|    | García Padrón     | Spanyolország | B     | 7    | 9           | 77,8     |
|    | Ivone Moysés      | Brazília      | B     | 7    | 9           | 77,8     |
| H. | Versenyző neve      | Ország      | Döntő | Pont | Játszmaszám | Százalék |
| -- | ------------------- | ----------- | ----- | ---- | ----------- | -------- |
|    | Irina Levityina     | Szovjetunió | A     | 8    | 10          | 80       |
|    | Ingrid Svensson     | Svédország  | B     | 5½   | 9           | 61,1     |
|    | Vlasta Kalchbrenner | Jugoszlávia | A     | 4    | 7           | 57,1     |
|    | Alfreda Hausner     | Ausztria    | B     | 4    | 7           | 57,1     |

## A magyar versenyzők eredményei
| Elődöntő (3. csoport)              |                                    |                         |         |                      |         |                 |        |    |
| 2                                  | Monaco                             | Cellario -              | 1       | Macia -              | 1       |                 |        | 2  |
| 3                                  | Anglia                             | Sunnucks 2075           | 1       | Jackson 2030         | ½       |                 |        | 1½ |
| 4                                  | Brazília                           | Moysés 2000             | 1       |                      |         | Snitkowsky 1940 | ½      | 1½ |
| 5                                  | Izrael                             | Podrazhanskaya 2160     | 1       |                      |         | Nudelman 2050   | 1      | 2  |
| „A” döntő                          |                                    |                         |         |                      |         |                 |        |    |
| 1                                  | Jugoszlávia                        | Lazarević 2190          | 1       | Jovanović 2205       | ½       |                 |        | 1½ |
| 2                                  | Csehszlovákia                      | Eretová 2175            | 1       | Vokřálová 2215       | 1       |                 |        | 2  |
| 3                                  | Románia                            | Polihroniade 2260       | ½       | Baumstark 2205       | ½       |                 |        | 1  |
| 4                                  | Anglia                             | Pritchard 2060          | ½       | Jackson 2030         | 1       |                 |        | 1½ |
| 5                                  | Kanada                             | Vujosevic 2115          | 1       | Demers 1950          | 1       |                 |        | 2  |
| 6                                  | NSZK                               |                         |         | Laakmann 2155        | 1       | Wasnetzky 2050  | 1      | 2  |
| 7                                  | Bulgária                           | Lemacsko 2240           | ½       |                      |         | Georgieva 2170  | 0      | ½  |
| 8                                  | Hollandia                          | Vreeken 2160            | 1       | Van der Giessen 2070 | 1       |                 |        | 2  |
| 9                                  | Szovjetunió                        | Nona Gaprindasvili 2425 | ½       | Irina Levityina 2330 | 0       |                 |        | ½  |
| Szerzett pontszám (Játszmák száma) | Szerzett pontszám (Játszmák száma) | 10 (12)                 | 10 (12) | 7½ (10)              | 7½ (10) | 2½ (4)          | 2½ (4) |    |
| Teljesítményérték                  | Teljesítményérték                  | 2411                    | 2411    | 2292                 | 2292    | 2148            | 2148   |    |